# Pepsideild 2018
Die Pepsideild 2018 war die 107. Spielzeit der höchsten isländischen Fußballliga. Sie begann am 27. April 2018 und endete am 29. September 2018 mit dem 22. Spieltag.

## Modus
Die zwölf Teams der Liga spielten in einer einfachen Hin- und Rückrunde gegeneinander, so dass jedes Team 22 Spiele absolvierte. Die zwei letztplatzierten Mannschaften stiegen zum Saisonende ab.
Der Meister war für die Qualifikation der Champions League 2019/20 zugelassen, die zweit- und drittplatzierte Mannschaft sowie der Pokalsieger für die Europa League.

## Vereine
Im Vergleich zum Vorjahr veränderte sich die Ligazusammensetzung folgendermaßen: UMF Víkingur und ÍA Akranes stiegen als elft- bzw. zwölftplatziertes Team der Saison 2017 in die 1. deild karla (2. Leistungsstufe) ab. Der dortige Meister ÍF Fylkir Reykjavík sowie der zweitplatzierte Keflavík ÍF stiegen dagegen in die erste Liga auf.
| Verein               | Wappen                    | Stadt          | Stadion           | Kapazität |
| -------------------- | ------------------------- | -------------- | ----------------- | --------- |
| FH Hafnarfjörður     | FH Hafnarfjörður          | Hafnarfjörður  | Kaplakriki        | 06.738    |
| Breiðablik Kópavogur | Breiðablik Kópavogur      | Kópavogur      | Kópavogsvöllur    | 05.501    |
| Fjölnir Reykjavík    | Fjölnir Reykjavík         | Reykjavík      | Fjölnisvöllur     | 01.300    |
| ÍF Fylkir Reykjavík  | ÍF Fylkir Reykjavík       | Reykjavík      | Fylkisvöllur      | 02.872    |
| UMF Grindavík        | Ungmennafélag Grindavíkur | Grindavík      | Grindavíkurvöllur | 01.750    |
| KA Akureyri          | KA Akureyri               | Akureyri       | Akureyrarvöllur   | 03.500    |
| Keflavík ÍF          | Keflavík ÍF               | Keflavík       | Keflavíkurvöllur  | 04.957    |
| KR Reykjavík         | KR Reykjavík              | Reykjavík      | KR-völlur         | 03.333    |
| Valur Reykjavík      |                           | Reykjavík      | Hlíðarendi        | 03.000    |
| Víkingur Reykjavík   | Víkingur Reykjavík        | Reykjavík      | Víkin             | 01.100    |
| UMF Stjarnan         | Ungmennafélagið Stjarnan  | Garðabær       | Stjörnuvöllur     | 01.292    |
| ÍBV Vestmannaeyjar   | ÍB Vestmannaeyja          | Vestmannaeyjar | Hásteinsvöllur    | 02.834    |

## Tabelle
| Pl. | Verein                  | Sp. | S  | U | N  | Tore    | Diff. | Punkte |
| --- | ----------------------- | --- | -- | - | -- | ------- | ----- | ------ |
| 1.  | Valur Reykjavík (M)     | 22  | 13 | 7 | 2  | 050:240 | +26   | 46     |
| 2.  | Breiðablik Kópavogur    | 22  | 13 | 5 | 4  | 039:170 | +22   | 44     |
| 3.  | UMF Stjarnan            | 22  | 11 | 7 | 4  | 045:260 | +19   | 40     |
| 4.  | KR Reykjavík            | 22  | 10 | 7 | 5  | 036:250 | +11   | 37     |
| 5.  | FH Hafnarfjörður        | 22  | 10 | 7 | 5  | 036:280 | +8    | 37     |
| 6.  | ÍBV Vestmannaeyjar (P)  | 22  | 8  | 5 | 9  | 029:310 | −2    | 29     |
| 7.  | KA Akureyri             | 22  | 7  | 7 | 8  | 036:340 | +2    | 28     |
| 8.  | ÍF Fylkir Reykjavík (N) | 22  | 7  | 5 | 10 | 031:370 | −6    | 26     |
| 9.  | Víkingur Reykjavík      | 22  | 6  | 7 | 9  | 029:380 | −9    | 25     |
| 10. | UMF Grindavík           | 22  | 7  | 4 | 11 | 026:370 | −11   | 25     |
| 11. | Fjölnir Reykjavík       | 22  | 4  | 7 | 11 | 022:440 | −22   | 19     |
| 12. | Keflavík ÍF (N)         | 22  | 0  | 4 | 18 | 011:490 | −38   | 04     |

Platzierungskriterien: 1. Punkte – 2. Tordifferenz – 3. geschossene Tore

| (M) | amtierender isländischer Meister     |
| (P) | amtierender isländischer Pokalsieger |
| (N) | Neuaufsteiger der letzten Saison     |